# Caruaru
Caruaru, amtlich Município de Caruaru, ist eine Großstadt im nordöstlichen brasilianischen Bundesstaat Pernambuco. Sie hatte im Jahr 2024 ca. 402.290 Einwohner und ist damit die wichtigste Stadt im Hinterland des Bundesstaates. Die Stadt befindet sich am Mittellauf des Rio Ipojuca, ca. 135 km von der Hauptstadt Pernambucos, Recife, entfernt.

## Geographie und Klima
Caruaru liegt im Nordosten Brasiliens auf dem Borborema Plateau, 554 m über dem Meeresspiegel. Die Stadt befindet sich in einer Übergangszone am Rande des Caatinga-Gebietes und hat somit ein trockenes und warmes Klima. Die durchschnittliche Jahrestemperatur liegt bei 22,1 °C.

## Geschichte und Namensentwicklung
Die Gegend von Caruaru wurde ursprünglich von in Quilombos organisierten entlaufenen Sklaven urbar gemacht. Danach wurde sie von der portugiesischen Adelsfamilie Rodrigues de Sá besiedelt und landwirtschaftlich ausgebeutet. Der Name der Stadt kommt ursprünglich von der indigenen Sprache Tupi und bezieht sich auf eine häufig vorkommende Pflanzenart in der Region, die Orbignya sabulosa oder Caruru (Tupi: curuá’i).

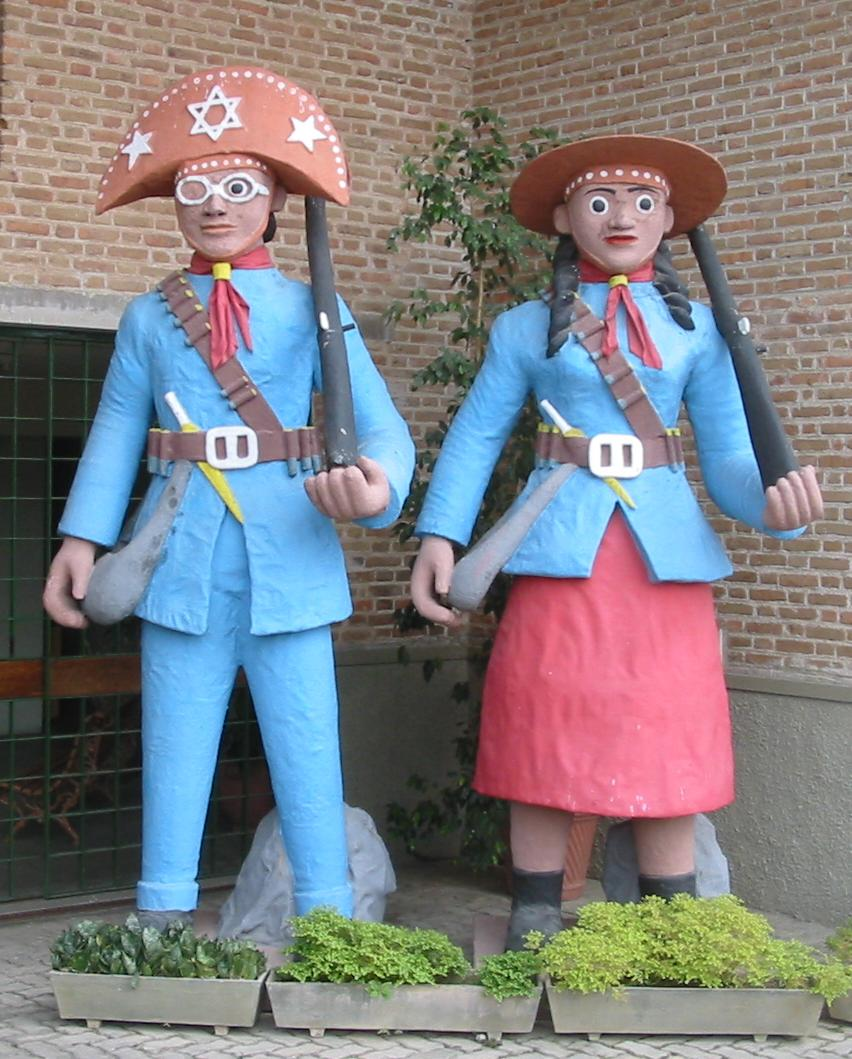
Skulptur in Caruaru (2004)

## Wirtschaft und Infrastruktur

### Industrie
Heute lebt die Stadt vor allem von der Verarbeitung der landwirtschaftlichen Produkte des Umlandes wie Maniok, Bohnen, Bananen, Rindfleisch und Tomaten. Bedeutsam sind demzufolge die Lebensmittel-, Textil- und Lederwarenindustrie.

### Bildung
Die Stadt verfügt über 209 Schulen. Davon werden 19 vom Bundesland verwaltet, 116 von der Stadt und 74 sind Privatschulen. Auch diverse private Fakultäten wie der Verband für höhere Bildung von Caruaru (ASCES), die Fakultät von Philosophie, Naturwissenschaften und Sprachen von Caruaru (FAFICA), die Fakultät des Tals des Ipojuca (FAVIP) und die Maurício de Nassau Fakultät (UNINASSAU) befinden sich in der Stadt. In Caruaru befinden sich auch zwei campi von der Bundesuniversität von Pernambuco (UFPE) und der Universität von Pernambuco (UPE). Die Große Anzahl von Schulen und Fakultäten machen aus der Stadt ein Bildungszentrum, das Menschen aus der ganzen Region anlockt.

### Johannesfest
Im Juni wird die Stadt „Forró-Hauptstadt“ genannt, während des Johannesfestes (in Brasilien als São João oder Festa Junina bekannt). Das Fest dauert in der Regel 30 Tage und wird vom Guinness-Buch der Rekorde als größtes Johannesfest der Welt anerkannt, bei dem es typische Gerichte und traditionelle Musik gibt.

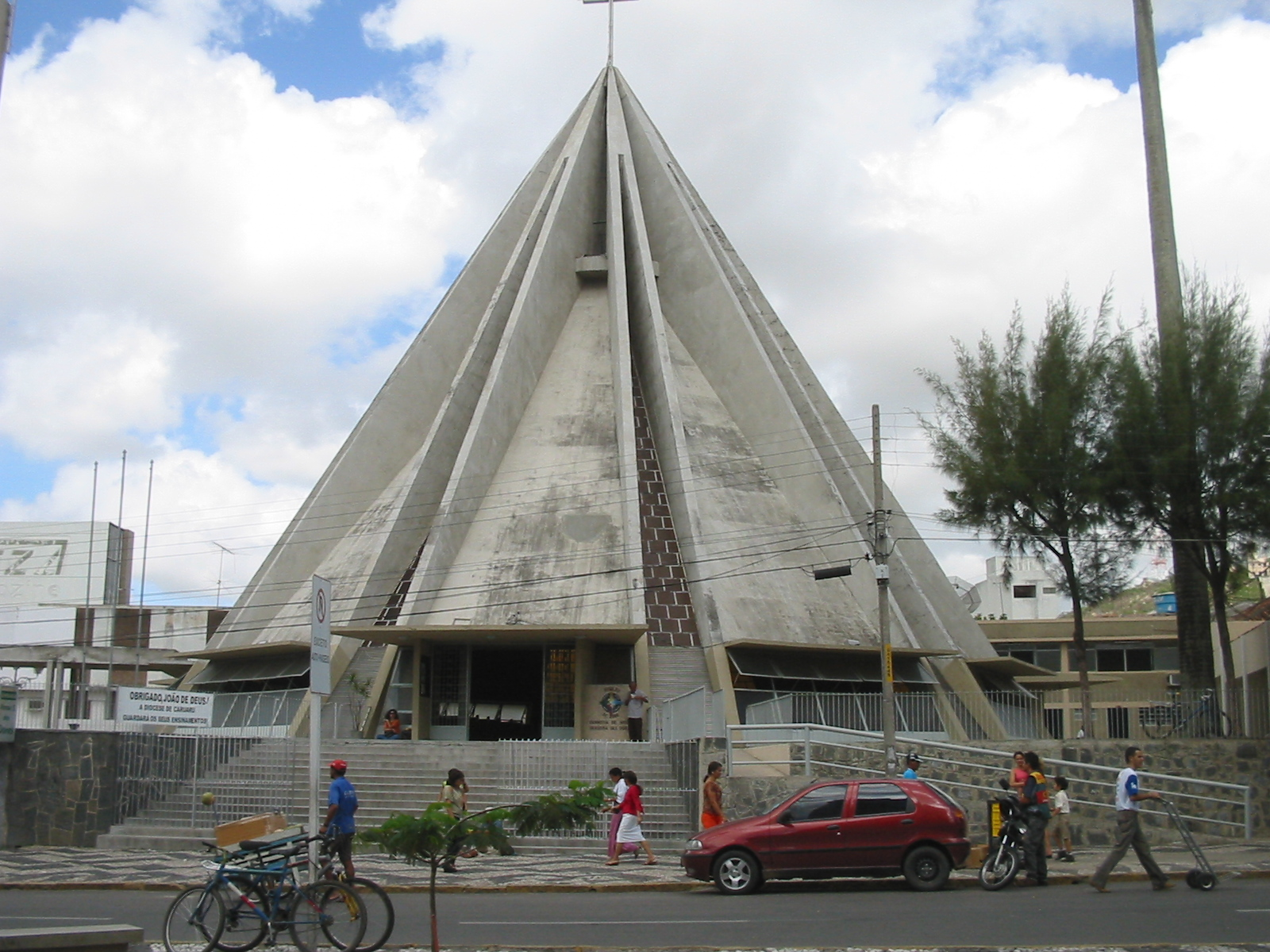
Kathedrale Caruaru

## Religionen
64,6 % der Einwohner sind katholisch, 22,1 % sind evangelisch und 2 % folgen dem Spiritismus. Anhänger afrikanischer Religionen wie Umbanda und Candomblé zählen nur 0,3 % der Bevölkerung der Stadt und dem Buddhismus folgen 0,1 % der Einwohner. 8 % nannten keine Religion und 0,3 % haben sich als Atheisten erklärt. Die Stadt ist Sitz des Bistums Caruaru.

## Städtepartnerschaften
Mit den Städten Hof in Deutschland, Reykjavík in Island und Vila Nova de Famalicão in Portugal hat Caruaru Partnerschaften abgeschlossen.

## Söhne und Töchter der Stadt
- Paulo Cardoso da Silva (* 1934), römisch-katholischer Geistlicher, Altbischof von Petrolina
- José Cardoso Sobrinho (* 1933), römisch-katholischer Geistlicher, Alterzbischof von Olinda e Recife
- Eduardo Campos (1965–2014), Ökonom und Politiker
- Edinho Baiano (* 1967), Fußballspieler
- Clemerson de Araújo Soares (* 1977), Fußballspieler
- Jonathan Rafael da Silva (* 1991), Fußballspieler

## Nachweise
1. ↑  Cidade Brasil – Município de Caruaru, abgerufen am 14. Juni 2018